# Junkers T 26
Dimensions
Le Junkers T 26 est un avion-école monomoteur qui pouvait être monoplan ou biplan. Il ne connut pas le succès en raison de son prix élevé.
Ce modèle, dont le premier vol eut lieu en 1925, est dérivé du Junkers T 23.